# Saku saku
『saku saku』（サクサク）は、かつてテレビ神奈川（tvk）が制作・放送、および独立放送局などで放送されていたバラエティ仕立ての音楽情報番組である。制作局のテレビ神奈川では、2000年10月から2017年の3月まで放送されていた。それ以外の放送局での放送期間は、#ネット局の節を参照されたい。

## 歴史

### 前身
前身の番組『saku saku morning call』の終了後、番組枠が30分に短縮され、パペットキャラクターのみの「小動物王国」として放送を開始し、MCとして引き続き「フトモモ」と「青木」が出演。また、「半田」などは一般に市販されているぬいぐるみを流用してキャラクターに仕立てていた。「小動物王国」時代はPVの合間にハガキを読むなど差異があったが、「小動物王国の国歌」が作られるなど、後に"屋根の上"で繰り広げられるような内容への伏線が存在した。
2000年
- 10月2日：番組名から「morning call」を省略し、『saku saku』となる。放送時間を45分から30分に短縮。「フトモモ」と「青木」が前番組から引き続き担当。

2001年
- 3月30日：｢青木の王位継承式｣として「フトモモ」と「青木」が番組を卒業。

### あかぎあい時代
2001年4月からは出演者・セットなどをすべて一新。あかぎあいと「増田ジゴロウ」の2人がアパートの屋根の上で会話するという設定になる。次第に番組の人気が上がり、「日向夏」「チキン南蛮」「宮崎シーガイア」等が話題を呼ぶ。2年目にして初の番組イベントが開催され、その会場ではこれも初となる番組グッズなどが販売された。また、「牛角」で焼肉を食べながらのトークや、あかぎの出身地である宮崎で行った「宮崎クエスト」などロケ収録も多数あった。
2001年
- 4月2日：あかぎがMCに着任。この日より番組の舞台は「アパートの屋根の上」という設定となる。

2002年
- 4月1日：｢新装開店?｣と称していたが、MC等に大きな変更はなし。
- 9月：番組グッズ「ジゴロウぬいぐるみ&キーホルダー」が東急ハンズ横浜店で発売された際、流行情報誌「日経トレンディ」に紹介記事が掲載されるなど、神奈川県に限定されないメディアで紹介される機会が増え、番組の評判が一地方の枠を越えはじめる。

2003年
- 1月：北海道テレビ放送（HTB）で放送開始される（ただし、木曜日放送分のみで放送時刻は深夜時間）。これに伴い、左上にあった「←今の時刻」表示と日付テロップが廃止された。
- 3月24日：｢あかぎ卒業週間｣がスタート。
- 3月28日：あかぎが番組のMCを卒業。

### 木村カエラ時代
2003年3月であかぎあいがMCを卒業。代わって4月から「入居」した木村カエラは最初の出演時はほぼ無名であり、ティーン向けファッション誌「セブンティーン」モデル（番組ではSTモと表現）だったことが語られる程度であったが、木村の物怖じしない天然な面白さとジゴロウのおもしろトークで人気が出始める。お互いサクサカーであることを確認するための合言葉として「巨神兵が」「どーん!」はこの頃作られた。その後木村が音楽活動を開始し、2004年以降メディアへの露出が増え人気がさらに上昇したこともあり、番組自体も広くに知られるようになった。その人気は神奈川県内にとどまらず、複数の地方局で放送を開始するなど、tvkの看板番組に成長。このころから雑誌などに番組の特集や出演者のインタビューが多く載るようになる。番組発のグッズも各地の東急ハンズや博品館などで販売されるようになった。
2003年
- 3月31日：新MCとして木村カエラが着任。
- 4月：サンテレビジョン（SUN）、TVQ九州放送で放送開始[注 1]。

2004年
- 1月1日：｢正スペ（お正月スペシャル）｣を23:00から30分放送。通常の音楽PVがうたのコーナーで歌われるうた、エンディングはサクサカーの歌が流れた。この放送以降、地域等のうた（2011年現在のみんなでうたおうZ）を本格的にはじめる。
- 4月：名古屋テレビ放送（メ〜テレ、NBN）で放送開始。
- 5月10日：木村のCD（自主製作盤扱い）を番組上の企画として価格390円、発売数390枚として発売した。CDは3分で完売した。
- 8月：tvk社屋にてイベントを敢行。番組内で用いられている小道具の展示を、グッズ販売とともに行なったところ大行列で数時間待ちとなり、初日は多くの人が結局入場できず、翌日の整理券を配るほどの大勢の視聴者（約1万7000人）が訪れ話題となった。
- 12月：ネット先のローカル番組同士という縁で『水曜どうでしょう』（tvkでは『水曜どうでしょうClassic』として放送中）の出演者である鈴井貴之や藤村忠寿ディレクターがVTR出演したり、ジゴロウが「みんなでうたおう」コーナーで歌った「江別のうた」の歌詞に大泉洋のことが歌われたりした。

2005年
- 3月9日：｢saku saku Ver.1.0｣と題されたDVDソフトがアミューズソフトエンタテインメントより発売される予定だったが、諸般の事情により発売が延期となり、その後2005年4月28日に発売された。内容は番組の名場面を一挙に収録したほか、黒幕シンポジウム（出演者、スタッフのトーク）などの特典映像も収蔵されている。なお、このDVDは2005年中で約8万本という、異例のヒットを記録した。
- 3月18日：名物コーナー「みんなでうたおう」の、地域のうたシリーズが「山北のうた」をもって神奈川県域全制覇（全ての市町村のうたを作った）を達成。「神奈川県のうた」も歌われた。
- 6月：とちぎテレビ（GYT）で放送開始。
- 7月1日：この日をもって増田ジゴロウとペパーが出演終了（これについては増田ジゴロウ#『saku saku』降板問題を参照）。
- 7月4日：アパートの新管理人「白井ヴィンセント」（操演・声：菊谷宏樹[1]）が登場。また、あかぎあい時代・木村カエラ時代初期に出演していた「イチノセさん」と「ケンタロウ」も再び登場することになった。そして、新潟放送（BSN）でも放送開始。
- 8月9日：ご意見番こと金田真人ディレクターが急逝。これにより生前に収録済みだった8月19日放送分をもってご意見番の出演終了。同時にご意見番が声を担当していた「イチノセさん」と「ケンタロウ」も出演終了した[注 2]。
- 10月：福島テレビ（FTV）、山陽放送（RSK）、熊本放送（RKK）で放送が開始されたが、北海道テレビ放送及び名古屋テレビ放送での放送が打ち切られた。
- 12月16日：｢人事異動｣のためカーリー田中の「出演（?）終了」という形で卒業。最初で最後の画面への登場（後姿のみ）を果たした。

2006年
- 1月：三重テレビ放送（MTV）が2005年にtvkでの木曜放送分の1週間集中放送を行い、翌2006年1月からレギュラーでネットを開始した。
- 1月12日、1月13日：かねてから黒幕が"80年代トーク"をする際に度々その名が挙げられた立見里歌本人がスタジオ見学に現れ、黒幕大興奮。12日からIBC岩手放送で放送開始。
- 3月24日：DVDソフト第2弾『saku saku Ver.2.0/ヴィンの復習』が発売され、オリコンのDVDランキング初登場2位を記録。このDVDはVer1.0とあわせて木村カエラ時代の集大成となる。
- 3月31日：この日を以って木村カエラが番組を「辞職」という形で卒業。また、新潟放送での放送が打ち切られた。

### 中村優時代
2006年
- 4月3日：3代目MCとなる中村優が入居。この日よりアパート改築（平成の大改築）開始（5月1日に完了）。
- 4月11日：福岡地区のTVQ九州放送がtvk以外の地方局では初めてとなる全曜日放送を開始した[注 3]。
- 4月26日：大塚製薬『SOYJOY』のCM特別ヴァージョンに、ヴィンセントをはじめとする出演キャラが登場。tvkでの水曜日の放送終了後のみ流れていたが、tvk以外のネット局では流れないことも考慮し、期間限定で本番組のオフィシャルサイトでも配信された（tvkでのOAは2007年4月をもって終了）。
- 7月1日：｢saku saku Podcasting｣スタート。初回は黒幕や中村は出演がなく、米ックス、クイズの人、浪人生達のトークだっただけにもかかわらず、iTunes経由のダウンロード数が2位を記録した。なお、第3回〜第9回はヴィンセントと中村も出演し、黒幕は第11回に登場。その後は中村がマネージャーと共に登場していたが、「祭り」をテーマに10月は再びヴィンセントと中村の配信になった。ダウンロード数が15,000を超えるなど好評だったが、同年12月に全25回で終了した。
- 8月29日：横浜関内ホールで、DEPAPEPEをゲストに迎え、ライブイベント「saku saku 夏祭り〜関内でキャッチ ア ウェーブ・一生を変える夏に僕らは出会ってしまった〜」を開催。500組・1000名の招待で行われたが、約5000通の応募が寄せられ大盛況となった。また、イベントには黒幕の父と中村の母も来場した。
- 9月4日：｢キョウサク｣と称して1分間程度、月初1週間分のトークダイジェストをtvk公式携帯サイトの会員向けにストリーミング形式で配信する試みが行われ、会員制とはいえ実質番組が全国に公開された。ただし、ネット局への配慮や著作権の問題があり毎週の実施ではなかったが、人気のため10月から隔週配信が決定した。この効果もあり、tvkの携帯公式サイトはキー局を除くと日本有数の会員を誇る。
- 10月：千葉テレビ放送（CTC）、京都放送（KBS）、北陸放送（MRO）で放送が開始された為、番組開始以来最多の全国12局ネット体制となった。

2007年
- 3月9日：DVD第3弾となる『saku saku Ver3.0/新たなる望み』発売。3月9日から3月11日のオリコンデイリーチャートで1位を記録するも、早々に初回出荷分が完売してしまい、ウィークリーチャートでは8位となってしまった。
- 3月11日：福岡市博多区のキャナルシティ博多、および同市中央区天神のタワーレコードでトークショーを行った。初めての来福である中村、およびTVQで好評であることを知った黒幕が張り切ったトークを行い、九州のファンが熱いことに喜びを感じたことを伝え、九州のうた（サンキュー九州）作成のために来場したファンを撮影、DVD購入者には2人とともに記念撮影できるといったイベントであった。しかし4月よりTVQでの放送が月曜日のみとなった[注 4]。
- 3月末：サンテレビでの放送が打ち切られた一方、2007年4月より南日本放送（MBC）及び岐阜放送（GBS）で放送が開始されるため、ネット局数も1局増加して全国13局ネットになった。
- 4月2日：saku sakuが放送開始から10周年。「臨時住人制度」が導入、「ガヤ」としてカンカンが入居。
- 4月：好評に伴い「saku saku Podcasting」再開。iTunesダウンロード数でテレビ部門2位。
- 7月：奄美大島でロケ収録。
- 9月24日：北陸放送での放送が打ち切られた。
- 10月：TVQ九州放送での放送が月曜8時スタートから土曜早朝に移動、京都放送での放送も金曜22時スタートから水曜23時台へと移動された。
- 12月9日：東急ハンズ横浜店で先着300名限定の握手会を開催。開店して程なく定員に到達。
- 12月20日：DVD第4弾が2008年2月29日に発売されることが発表された。また、南日本放送での放送が打ち切られた。

2008年
- 3月22日：千葉テレビ放送での放送が打ち切られた。
- 3月29日：IBC岩手放送での放送が打ち切られた。
- 3月31日：中村が都合により1週間休み（ビデオレターで出演）、DEPAPEPEが一部コーナーにて代役を務める。月曜のCD売り上げランキングコーナーのナビゲーター「チャート娘」として三原勇希が初登場。公式ホームページ及び番組オープニングがリニューアルした。
- 4月7日：三重テレビ放送での放送が打ち切られた。
- 4月30日：中国放送（RCC）で放送を開始した。
- 6月25日：中国放送での放送が打ち切られた（2か月というネット期間は全てのネット経験のある放送局中最短）。
- 6月30日：編成の都合により、TVQ九州放送での放送がこの日をもって一旦休止になったが、7月28日の深夜放送分から再開。放送時間が休止前より30分前倒しとなる。
- 8月25日：熊本放送での放送が打ち切られた。
- 9月24日：京都放送での放送が打ち切られた。
- 10月3日：とちぎテレビでの放送が打ち切られた。
- 10月13日：日テレプラスにて放送開始。金曜日（2009年3月までは木曜日）放送分を11日遅れ（初回放送時点）で放送。また、権利上の都合によりPVは全てカットされ、エンディングも同様の理由からヴィンセントの一枚画に「■制作著作 tvk」と掲示される簡素なものとなっている。そのため、放送時間がPV分短い25分間に設定されている。
- 11月5日：太田出版より初の番組公式本『saku saku オフィシャルブック』が発行される。雑誌『CONTINUE』連載記事に新作記事を加え1冊にまとめた本。
- 11月9日：｢saku saku オフィシャルブック｣発売記念の握手会（黒幕・中村優出席）が溝の口（川崎市高津区）の文教堂書店本店で開催される。放送での告知当日に電話・来店での本の予約（=イベント参加権利）を受付開始したが、本放送直後に申し込みが殺到し早々に定員に到達。夜の再放送時にはこの告知の上から「定員に達しました」とのお詫びテロップが画面に被された。このため再放送のみの視聴者は参加のチャンスがなかった。

2009年
- 3月7日：横浜市でのDVD発売イベント内において、中村優の番組卒業式を執り行う。
- 3月27日：この日をもって中村がMC卒業。山陽放送での放送が打ち切られた。

### レジェンドウイーク
2009年
- 3月30日：この日より1週間限定で、木村カエラがMCとして3年ぶりに復帰。また、ネット局向けの放送が木曜放送分から金曜放送分に変更される。
- 4月6日：この日より1週間限定で、あかぎあいがMCとして6年ぶりに復帰。
- 4月9日：テレビ埼玉（TVS）で放送を開始した。

### 三原勇希時代
2009年
- 4月13日：三原勇希がチャート娘から4代目MCに昇格。同時にヴィンセントのコスチュームが赤から青に変更、公式ホームページ及び番組オープニングがリニューアルした。
- 4月27日：秋田朝日放送（AAB、EX系）で放送を開始（民放3局以下の地域では初めての放送）。これを記念してか"秋田のうた"が9月10日に歌われた。
- 7月17日：あかぎあい復活週に特典映像を加えたDVD、『saku saku Ver.5.5』が2009年9月25日に発売されることがアミューズソフトエンタテインメントから発表された[2]。
- 9月12日：白井ヴィンセントグッズ販売イベント「俺をつり上げろ! クレーン萌え萌え祭り@ラゾーナ川崎」を開催。
- 10月2日：サンテレビでの放送が2年半ぶりに再開。
- 10月3日：岐阜放送における放送時間が土曜18時スタートに変更。
- 10月5日：千葉テレビ放送での放送が1年半ぶりに再開。
- 10月6日：札幌テレビ放送（STV、NTV系）、山形テレビ（YTS、EX系）で放送開始。北海道における放送が4年ぶりに再開。
- 12月16日：｢saku sakuクリスマス感謝祭2009 〜みんなでクリスマスしようZ〜｣を横浜文化体育館で開催。

2010年
- 2月24日：DVD第6弾となる『saku saku Ver.6.0 ミハラマジックと佐世保の石』を発売。
- 3月30日：福島テレビでの放送が打ち切られた。また同日をもって「デパペペのインストde委員会」のコーナーが終了。
- 4月2日：ガヤ要員のカンカンが卒業。それに伴い「タコヤKING」も出演終了。
- 4月5日：ギフト☆矢野が入居。番組オープニングがリニューアル。
- 4月6日：三重テレビ放送での放送が2年ぶりに再開。
- 7月26日：かながわ33市町村のアンソロジーの完全版を含めた、初の完全撮り下ろしDVD、『saku saku Ver.6.5 SP VIVA!神奈川』が2010年9月15日に発売されることが番組内ほかで発表された。
- 10月4日：黒枠だった16:9画面の両サイドに背景[注 5]が入る（2011年4月1日まで実施）。
- 10月12日：日テレプラスでの放送が打ち切られた（再放送は10月18日まで）。
- 11月29日：2007年7月以来の奄美大島ロケを週を通して各曜日の第2ブロックにて放送。前回同様、現地案内人として中孝介が登場。2010年10月10日に行われた「Setting Sun Sound Festival 〜in Amami〜Vol.1」出演の中孝介、カサリンチュ、キマグレン、元ちとせのライブの一部およびインタビューも放送された。
- 12月28日：山形テレビでの放送が打ち切られた。

2011年
- 3月14日 - 3月16日：東北地方太平洋沖地震に伴う特別編成により、朝の本放送、夜の再放送ともに休止となった[注 6]。
- 3月16日：DVD第7弾となる『saku saku Ver.7.0 ミハラマジックと東の部屋』を発売。
- 3月31日：岐阜放送での放送が打ち切られた。
- 4月4日：HD放送開始（16:9画面、事前に2011年4月1日の放送内でヴィンセントが宣言）。同日から番組オープニングがリニューアル。ちなみにこの日は三原の誕生日であったが、出演者一同忘れていた。
- 5月2日：CDシングル週間売上ランキングコーナーのナビゲーターとしてさくら学院の菊地最愛、水野由結が初登場。
- 7月4日：この日より一週間、ゲストとしてカンカンが登場（ただし、ガヤ要員扱い）。8月8日週にも再度登場した。
- 7月27日：番組としては最後の4:3画面放送分（2011年1月 - 3月）のダイジェスト等を含めたDVD、『saku saku Ver.7.5 SP ありがとう!4:3』が発売。
- 8月1日：東進が「一身上の都合により引退」とヴィンセントより説明された。後任として8月4日放送分よりINAが登場した。
- 10月10日：秋田朝日放送での放送が打ち切られた。
- 11月18日：｢saku saku オフィシャルブック2｣が発売。

2012年
- 1月13日：三原勇希が2012年3月限りでの屋根の上卒業を発表。
- 3月9日：DVD第8弾となる『saku saku Ver.8.0 ミハラマジックとトヤマワンの星人』を発売。
- 3月30日：この日をもって三原がMC卒業。

### トミタ栞（屋根の上）時代
2012年
- 4月2日：5代目MCとしてトミタ栞がアパートに入居。同時にヴィンセントのコスチュームが青から山吹色に変更、公式ウェブサイト及び番組オープニングがリニューアルした。
- 4月26日：中国放送（RCC）での放送が約4年ぶりに再開された。
- 6月3日：日比谷野外大音楽堂で初の野外ライブイベント「tvk開局40周年記念『saku saku』 presents 初夏のプレミアムライブ2012」を開催。

2013年
- 3月4日：浪人生がインフルエンザのためこの日から1週間欠席。
- 3月6日：DVD第9弾となる『saku saku Ver.9.0 オーバーオールが止まらない』を発売。
- 4月1日：番組公式twitter・Facebookを開設。公式ウェブサイト及び番組オープニングがリニューアルした。
- 6月15日：横浜BLITZで「『saku saku』 presents 初夏のプレミアムライブ2013」を開催。
- 7月15日：ギフト☆矢野がこの日から1週間休んだ。その代打としてぶらっくさむらいが登場した。
- 12月3日：関内ホールで「『saku saku』 presents 冬のプレミアムライブ2013 〜ふたりのスパイス〜 supported by バンプレスト」を開催。

2014年
- 2月10日：白井ヴィンセントが、屋根の上からの放送が3月28日放送分を以て終了することを発表。それに伴い、2001年から現在まで過去13年間の名言大賞を緊急募集。
- 3月5日：初のBlu-ray作品となる『saku saku Ver.10.0 大きな分かれ道』を発売。
- 3月28日：この日をもって白井ヴィンセントが出演終了。13年間続いた「屋根の上」としての形態も終了。この日はサクサク祭と題して過去の歴代MC（あかぎ・中村・三原）[注 7]が集まり今までを振り返り、最後は黒幕が金田真人の墓前で終了する報告を涙で言葉を詰まらせながら話し幕を閉じた。黒幕本人もこの番組の制作からは離れる[注 8]一方IKA、米子、金田の名前が番組に残った。

### トミタ栞（レンタルショップ）時代
2014年
- 3月31日
  - これまでの「屋根の上」形態から大幅にリニューアルされ、「レンタルショップ」形態となった。
  - 白井ヴィンセントに代わる新キャラクターとして「ポンモップ」（声はかつてガヤとして出演経験のあるカンカンが担当）が登場[3]。レンタルショップの店長と名乗っている。
  - 「屋根の上」形態から引き続きトミタが中堅アルバイト店員として出演。くりかまきが新人アルバイト店員として加入した。
  - saku saku morning callから使用されていた番組ロゴが変更[4]。公式ウェブサイト及び番組オープニングがリニューアルした。
  - テレビ神奈川での本放送時間はこれまで7:30 - 8:00であったが、千葉テレビ放送制作の朝の情報番組（首都圏トライアングル同時ネット番組）と枠交換を行い[注 9]、放送時間が7:00 - 7:30に変更される。
- 5月5日：くりかまきがグループ名変更と新メンバー加入に伴い、この日より『あゆみくりかまき』として出演。
- 6月8日：代官山UNITで「『saku saku』presents初夏のプレミアムライブ2014〜代官山で会いましょう〜」を開催。
- 6月30日：提供ナレーションがtvkアナウンサー三崎幸恵からオープニングがトミタ、エンディングがあゆみくりかまきに変更。
- 9月22日：この日から一週間、8月中に行われ9月19日に結果が発表された、視聴者投票でMCを決める「アナタにMCを決めて欲C〜」の1位、2位であるあゆみとまきが第1ブロックのMCを務めた。
- 12月9日・12月20日：｢『saku saku』presents 冬のプレミアムライブ2014 supported by BANPRESTO｣を開催。12月9日は「Yokohama Night」を関内ホールにて、12月20日は「Tokyo Night」をEX THEATER ROPPONGIにて2公演開催。
- 12月31日：｢tvk年越しスペシャル サクサクッとベイスターズ｣に出演者全員が出演[5]。

2015年
- 1月19日：トミタ栞が3月27日の放送をもってMC卒業を発表[6]。これを機にトミタがレンタルショップの「店長代理」に就任した。
- 2月13日：4月からのMCとして7!!のボーカル、NANAEが就任することが発表される[注 10][7]。

### NANAE時代
2015年
- 3月30日：スタッフが一新されスタッフ紹介から金田真人の名前が外された。トミタが行っていたオープニングの提供ナレーションも新MCのNANAEの声に変更された（エンディングは引き続きあゆみくりかまきのものを使用）。
- 4月1日：リニューアル後、初のDVD&Blu-ray作品『saku saku〜新装開店!ようこそ、レンタルショップへ〜』が発売[8]。
- 5月8日：この週のゲストだったふぇのたすの澤"sweets"ミキヒコの急逝が発表されたことを受け、再放送に追悼テロップを表示。5月18日のサクナラのコーナーは澤の急逝を悼む内容が放送された（番組の収録は放送の2週間前に行われるため）。
- 5月8日：7!!が「39（サンキュー）〜ありがとうのうた〜」を初披露。以後、同曲のメロディーが番組内（主にサクナラのコーナー）でBGMとして使用される。
- 6月1日：朝放送分の時報テロップがピンクの縁取りの大きなものに変更、その横に県内各地の天気と気温、降水確率の表示が追加された（tvkでのカスタムフォント導入に伴うもの。提供やCM時は通常の時報テロップのまま）。
- 7月13日 - 7月17日：番組全編ロケを敢行。ゲストコーナーを含む全ての放送を横浜・八景島シーパラダイスからのロケで行った。
- 11月9日 - 11月13日：NANAEが7!!のライブツアーのため不在。あゆみくりかまきが代理MCを兼務した。

2016年
- 1月11日：あゆみくりかまきが4月1日の放送をもって番組卒業を発表[9]。
- 2月22日：ポンモップの声を務めてきたカンカンも4月1日の放送をもって番組卒業を発表（ポンモップ自体の処遇は触れられず）[9]。
- 3月9日：DVD&Blu-ray作品『saku saku〜カシカシの証し〜』が発売。
- 3月10日：ポンモップの声を上々軍団の鈴木啓太が引き継ぎすることが発表。相方のさわやか五郎はコーナー出演、ガヤなど声の出演でのレギュラー出演も発表される[9]。両者とも4月4日からの出演。
- 4月4日：前述のようにNANAE以外の出演者を入れ替えるリニューアルを実施。提供ナレーションはオープニング・エンディングともNANAEの声に統一された。
- 8月8日 - 8月12日：古川小夏（アップアップガールズ（仮））が「お手伝い」という設定のガヤ要員として出演。さわやか五郎が収録途中で離席していたため、事実上の代役を務めた。
- 12月19日：翌年3月31日の放送を以って番組を終了することが発表される[10][11]。また、2017年3月25日に横浜ベイホールにて「『saku saku』ラスト・ライブ〜さよなら・ありがとう〜」の開催を発表[12]。

2017年
- 3月6日 - 3月10日：番組のファンである小田さくら（モーニング娘。'17 天気組）がガヤ要員として出演[13]。
- 3月13日：視聴者からのお便りの受付を終了。公式サイトのメールフォームも閉鎖された。
- 3月20日：今まで餅をついたことがないというNANAEのために、番組内で「春の餅祭り」と称し、さわやか五郎が臼と杵をセットに持ち込んで、出演者と番組スタッフを巻き込んで餅つき大会を敢行。出来上がった餅にはトッピングとして、NANAEが沖縄らしくポークと乾燥梅菓子「スッパイマン」、さわやか五郎は魚の白子とパチパチキャンディを入れる。ポークは好評だったが白子は大不評だった。
- 3月31日：この日の放送をもって番組終了そしてsaku saku morning callから続いていたsaku sakuシリーズは20年間の歴史に幕を閉じた[14]。4月3日からは本番組の後継番組として、tvk初の夜の音楽情報バラエティ番組『関内デビル』がスタート。

### レギュラー放送終了後
2022年
- 8月28日：テレビ神奈川開局50周年特別番組として『saku saku 2022〜復活の呪文 らえからむきとんせんぃう゛いらし〜』として23:00から放送[15]。2代目MC木村カエラ、白井ヴィンセントが出演した[15][16]。放送終了後に在京民放キー局5社共同運営の動画配信サービス「TVer」での見逃し配信も開始した[注 11][18]。この特別番組は、レギュラー当時にはネットしていなかった地方局も含めて順次各地域で放送された（放送された局は後述）。翌年1月3日にディレクターズカット版が放送[19]。なお番組内で、tvk50周年の歌であるカエラとMahito The Peopleが作詞し歌唱している「Color Me feat. マヒトゥ・ザ・ピーポー」が披露された。

## 出演者、登場キャラクター
| 期間      | 期間      | MC           | キャラクター                          |
| 2000.10.2 | 2001.3.30 |              |                                       |
| --------- | --------- | ------------ | ------------------------------------- |
| 2001.4.2  | 2003.3.28 | あかぎあい   | 増田ジゴロウ                          |
| 2003.3.31 | 2005.7.1  | 木村カエラ   | 増田ジゴロウ                          |
| 2005.7.4  | 2006.3.31 | 木村カエラ   | 白井ヴィンセント                      |
| 2006.4.3  | 2009.3.27 | 中村優       | 白井ヴィンセント                      |
| 2009.4.13 | 2012.3.30 | 三原勇希     | 白井ヴィンセント                      |
| 2012.4.2  | 2014.3.28 | トミタ栞     | 白井ヴィンセント                      |
| 2014.3.31 | 2015.3.27 | トミタ栞     | ポンモップ （声：カンカン）           |
| 2015.3.30 | 2016.4.1  | NANAE（7!!） | ポンモップ （声：カンカン）           |
| 2016.4.4  | 2017.3.31 | NANAE（7!!） | ポンモップ （声：上々軍団・鈴木啓太） |

## 番組進行と番組コーナー

### 番組進行
番組は基本的に以下の流れで進行する。
- オープニング
- 第1ブロック
- 音楽PV：1曲目（金曜日は無いこともある）。
- （CM）
- 第2ブロック：週により金曜日はバンプレストのグッズ紹介やゲームコーナー。
- 音楽PV：2曲目（無いこともある）。
- （CM）
- 第3ブロック：ゲストを迎える週はこのブロックがゲストコーナー。
- 占いコーナー（月曜 - 木曜）、音楽PV（金曜） - 週替わりの音楽PVを流しつつ画面下部に占いテロップが表示される。「屋根の上」形態同様、金曜日の占いコーナーはなく、音楽PVとなる。
- （CM）
- 第4ブロック
- エンディング：月替わりの音楽PV。

「屋根の上」形態との大きな違いは、1分半のCMが2回であったが1分のCMが3回となっている。また、占いコーナーが移動している。
2016年度からは、第2ブロックと第3ブロックの内容が入れ替わっており、占いコーナーも第3ブロックの後へ移動した。

### 過去の番組進行
「屋根の上」形態であった2014年3月28日までは基本的に以下の流れで進行していた。日テレプラスでは権利上の都合により音楽PVが全てカットされていた。
- オープニング
- 第1ブロック
- 音楽PV：1曲目。金曜日には他曜日の占いコーナーでのPVがここで流れる場合がある。
- 第2ブロック：ゲストを迎える週はこのブロックがゲスト登場コーナー。
- （CM）
- 第3ブロック：ゲストを迎える週にはこのコーナーがその日のメインコーナー。
- 音楽PV：2曲目（ただし、無いことが多い）。
- （CM）
- 占いコーナー：週替わりの音楽PVを流しつつ画面下部に占いテロップが表示される。以前は木曜のみ占いではなく「着メロ情報」が表示されていたが、第一興商のスポンサー降板に伴い木曜日はこのブロック自体が無くなり、CM明けにPVを挟まずにすぐ第4ブロック開始となった。2009年4月以降はネット局における放送が金曜日分になったのに伴い、それまで金曜放送されていた週末運勢ランキングが木曜日に移動し、金曜日はCM明けにPVを挟まずにすぐ第4ブロック開始となっている。
- 第4ブロック：週により金曜日はバンプレストのグッズ紹介やゲームコーナー。
- エンディング：月替わりの音楽PV、日テレプラスではヴィンセントの一枚画だった。

エンディングでは月曜日 - 木曜日は「また明日!」、金曜日は「また来週!」と挨拶する。
金曜日第4ブロックは、その週の最後の収録になるために疲労などで通常と一風変わったテンションになる場合があり、2004年頃から黒幕が「キンヨーヨン!」と叫びながらこのブロックのトークが開始されることもあった。2010年4月現在では、ネット局における放送が金曜分となったため、このようなことはない。

### 現在の主な番組コーナー
- 「○曜△」は「○曜日の第△ブロック」の意。☆は「屋根の上」形態から継続しているコーナー

速報!神奈川県で最も売れているCDシングル週間売上ランキング→神奈川県のCDシングル週間売上ランキング（月曜3→月曜2の冒頭） ☆
新星堂の神奈川県でのCDシングル売上ランキングを紹介する。
サクサクの放送されている神奈川でのランキングである事と、新星堂は木村カエラのプロモーションに力を入れていることから、木村のCDのランキングはオリコンのランキングより高くなる傾向がある。2006年度までナレ男と呼ばれる謎の男が紹介していたが、2007年度には「ヴィンセントTHE暗黒MEN」（ヴィンセント、黒幕、黒幕ガード）が出演し、ヴィンセントが紹介していた。ちなみに一回ずつだけヴィンセントの代わりに米ックスと浪人生NEOが紹介したこともある。
2008年3月31日放送分から2009年4月6日までの1年間は「チャート娘」として後に4代目MCとなる三原勇希が出演、紹介していた。
2009年4月13日から2011年4月25日までは再びヴィンセントが紹介していた。
2011年5月2日から2013年3月25日までさくら学院の菊地最愛、水野由結が出演、紹介していた。
2013年4月1日から2014年3月24日屋根の上の住人が週替わりで出演、紹介していた。
2014年3月31日よりくりかまき→あゆみくりかまきが出演。曲と曲の合間に笑いを誘う寸劇を行う。コーナー名も『神奈川県のCDシングル週間売上ランキング』に変更となっている。屋根の上時代は10位から1位まで曲の一部分ではあるがPVが放送されていたが、この日より10位から6位までの曲については一覧表を表示してそのうちどれか一曲をBGMとして流すのみでPVは放送されなくなった。5位以上の曲についてはこれまで通りPVの一部を放送している。
2015年3月30日よりポンモップが担当。本人は登場せず、イラストと固定のセリフのみで進行している。
2016年4月4日から9月5日までは曲間にポンモップが実写で登場し、ポンモップによるポエムが挿入されるようになったが、ポンモップは後述のP-1グランプリで優勝できなかったことを受け、9月5日の放送を最後にポエムの挿入の廃止を宣言した。翌週の9月12日から10月31日までは代わって「あなたのポエム解説します!」（後述）が曲間に挿入されるようになった。その後11月7日からポンモップによるポエムの挿入が復活した。
DVD紹介コーナー→あゆみくりかまきのDVD・映画紹介コーナー→こんなのいかがっスか?（水曜3→水曜2）☆
新作DVDソフトをメーカーの広報担当とともに紹介する。2005年3月までは「（D）ドゥー（V）ビデオ（D）ドゥーの世界」という題名がついていたが、同年4月以降は題名が一定していない。ジゴロウ末期には「（D）どこ?（V）ビデオ?（D）どこ?のコーナー」という別名もあった。2005年7月よりイチノセさんが担当。ご意見番の出演終了後は米子が担当。2011年9月よりブルーレイもどんどん増えてきているので、コーナー冒頭で「DVDもしくはブルーレイのコーナー」と言うようになった。
2014年4月2日よりくりかまき→あゆみくりかまきが担当している。当初はくりかまきの2人が担当していたが、あゆみくりかまきにユニット名変更後は3人のうち1人が週替わりで担当、紹介している。屋根の上同様、メーカーの広報担当が加わり紹介することもある。
2016年4月のリニューアル直後は行われていなかったが、2016年4月27日からは「こんなのいかがっスか?」と改題して再開し、メーカーの広報担当とともに紹介する屋根の上時代同様の形態となった。なお、広報担当の出演がない場合は、レギュラー3人のうちの1人が持ち回りで紹介する。
今週のゲスト（各曜日2→各曜日3）☆
アーティストをスタジオに呼び、月曜日から金曜日までMCとのトークを繰り広げる。週前半はアーティスト紹介、中盤で番組アンケートの紹介、最終日（金曜日）に宣伝・告知などを行うパターンが多い。ゲストのPVをゲストの挨拶の直後、さらにはゲストコーナー終了後にも（月曜から木曜は占いコーナー）に流すのが基本となっている（アーティスト以外がゲストの場合を除く）。番組開始時から続く音楽番組らしいコーナーのひとつ。何度も出演するアーティストも多く、トークにおいてジャンルや曲の雰囲気とは別の一面を見せる事もあるためアーティストの意外な素顔を垣間見る事ができる。屋根の上形態の年度末にはその年に登場したゲストに対して人気投票が行われ、1位がゲスト・オブ・イヤーとして表彰されたこともある。
常連と言えるほど出演回数が多いアーティストはDEPAPEPE、いきものがかり、Crystal Kay、一青窈など。

レンタルショップ形態でも屋根の上形態と同様に進行するが、コーナーの最初に「サクッと聞かせてゲストさん」（2014年度）→「NANAEから○○さんに聞いてみたいあんなことこんなこと」（2015年度）→「NANAEのなんくるクエスチョン!」（2016年度）という質問コーナーが行われている。
1dayゲスト（不定期・火曜3か木曜3→曜日不定2ブロック）
レンタルショップ移行後に行われるようになった。通常のゲストコーナーとは別に、1週間通しではなく1日のみ出演のゲストを迎える。形態としては通常のゲストコーナーと同じ。
アーティストPV ☆
ゲストコーナーとともに音楽番組としての本来の趣旨を担うのがアーティストPV紹介である。特に解説やテロップ等を流さない純粋なPV紹介、占いコーナーのBGVとしてのPV（週代わりで割り当てられる。主に今週のゲストアーティストのPVを放送）、エンディングテーマとして（月代わりで割り当てられる）流されるPVと30分番組ながら合計3本のPVが放送される。よってPVの放送はフルコーラスではなく曲の一部分のみとなる。エンディングについては本項のエンディングテーマを参照のこと。
拭掃除妖精協会（月の最終週を除く火曜2。月の最終週は原則休止だが木曜に行う場合あり）
拭き掃除によってお部屋の中の快適さを維持し、皆様の健康維持を最大の目的とする「拭掃除妖精協会」のコーナー。ポンモップが協会のメインキャラクターを務める。協会自体はポンモップをカンカンが担当していた2015年7月7日から発足しているが、コーナーとして定期的に扱われるようになったのはポンモップが鈴木啓太の担当となった後の2016年度から。
通常は主に協会員の入会希望メールの紹介を行い、ポンモップが入会可否を判断する。入会する条件として、お便りに「拭掃除妖精協会」と正しく明記することとペンネームを「動物の名前」にすることがいつしか条件となった。2016年10月18日より入会募集を1区切りつけて2期目とし、ペンネームを「力士っぽい名前」にすることに変更したが、このペンネームでの投稿がほとんど集まらなかったために早々に2期目を切り上げ、2017年1月10日より3期目のペンネームを「掃除道具・掃除に関わる言葉+苗字やあだ名」とした。
実際の活動として、視聴者からの依頼を受けて鈴木（と清丸D）が実際に視聴者の家を拭掃除しに行ったことがある。
リファのソング・ファクトリー（月の最終週火曜の2ブロック・4ブロック）
2016年4月よりスタートしたシンガーソングライターのRihwaによるコーナーで、月1回最終週に放送。かつて屋根の上時代にレギュラーコーナーを担当していたRihwaの再登板。Rihwaがギターを携えて登場し、毎回テーマを設けてそれに沿って作った短い曲を披露する。第2ブロックに行われ、第3ブロック（ゲストコーナー）をはさんで第4ブロックにまたがってエンディングまで続く。
2016年7月と8月はRihwaの従姉妹という設定の「ファーリー」として登場したが、あくまで設定上は別人である。
NANAE&上々軍団劇場（不定期・金曜2）
あるテーマに乗っ取ったコント寸劇。鈴木も顔出しでコントに参加する。コントのテーマは随時募集を受け付けている。
N-1グランプリ（曜日不定2ブロック・4ブロック）
2016年10月から随時実施。レギュラー陣の似顔絵の投稿を募集するコーナー。「甲乙つけるわけでなく、いつか何かできればいい」というコンセプトで、最終的には投稿イラストの中からレギュラー3人によって選ばれた数枚を、何かしらの形にして選ばれた方にのみプレゼントするとしている。
食べ五郎（不定期・曜日不定1ブロック）
さわやか五郎が旅先等で食べてきたものやお勧めのメニューを写真で紹介する。
この男、吉田。（不定期・曜日不定4ブロック）
2016年より。吉田賢人ディレクターをフィーチャーしたコーナー。行われる場合は五郎に付き添われて吉田が画面に登場する。
今週のサクナラ（各曜日4）
レンタルショップ移行後に始まった。第4ブロックの最後に出演者1人が名言やお題にあわせた一言を言うコーナー。お題は視聴者からの投稿に基づくものになることもあった。一言を言った後「サクナラ」と挨拶をしてエンディングとなる。カンカン・あゆみくりかまき出演当時は出演者5人が日替わりで担当。誰が何曜日とは決まっておらず、毎週違う。これによりネットされている局での視聴者（週1回のみの視聴者）にもいろんな人のサクナラが見られるようになっていた。
2016年度（上々軍団加入以降）はお題等の出題はなくなり、「サクナラ」の挨拶のみを出演者3人が交代で（清丸Dなどのこともある）音頭を取るのみとなったが、いつしか挨拶の前に視聴者への呼び掛けを挿入するようになった。

### 過去の主な番組コーナー

#### 木村カエラ時代
これが私のMy Friend...（火曜2）
視聴者の友達を紹介するコーナー。木村カエラがCM出演したアイスクリーム「pino」のキャッチコピーにあやかって始まったコーナー。木村のMC辞職と共に終了。
着ってメロメロ（木曜2・2005年10月より水曜2に移動）
浪人生の用意した着メロに合わせて、ジゴロウと木村カエラが即興で演技を行う。一時期は浪人生の用意した台本に沿って演技が行われていた。
全国絶景選手権（水曜2）
着ってメロメロに代わる新コーナー。絶景の写真を携帯電話コンテンツでミュージアム化。木村のMC辞職と共に終了。
お〜い健康さん（月曜2・水曜2）
当時、番組ナレーションを担当していた岡本麻見が演じる「健康先生（♀）」（声のみ）が登場。先録りと思われるハイテンションな健康先生のコメントと、スタジオの出演者たちとの、独特で間の読めない会話の応酬が好評だった。それをひとしきり行った後に、視聴者からの健康をテーマにした話題を扱う。
ハリーすなおと秘密の似顔絵（曜日パートとも不定）
カエラやジゴロウが有名人の似顔絵を描くコーナー。ジゴロウは似顔絵の横に対象人物がわかるヒントを書いていた。
スポーツ!すぽぽぽぽんっ!!（月曜2・水曜2）
お〜い健康さんから引き継がれたコーナー。視聴者からのスポーツをテーマにした話題を扱う。
今日はなんの日?フッフー
この地名わかるかな? クイズ おいとねっぷ（曜日パートとも不定）
難読地名の読み方を紹介する。コーナー名は、番組中で北海道の地名、音威子府（おといねっぷ）を「おいとねっぷ」と読み間違えてしまったことにちなむ。
誕生日Who's Who
ニュー地元対決&必殺技
その地方ならではの必殺技を見せる。ジゴロウの「フライング猛禽類アタック」（三鷹市）や米子の「大山（だいせん）」「砂丘アリ地獄」（鳥取県）などの技を生んだ。
失恋レストラン
ジゴロウが喫茶店のマスターに扮して視聴者の恋の悩みに答える。清水健太郎のヒット曲にあやかったコーナーであったが、清水が覚醒剤取締法で逮捕されたため自然消滅。
3年B組坂本先生
「とある学園ドラマ」がモチーフのコーナー。ジゴロウがその学園ドラマの主演の先生に似たカツラと背広を着て鞄を持ち登場。内容は木村をはじめとする出演者に講釈をたれるだけの黒幕好みのコーナー。なお、黒幕はそのドラマの第2シリーズの大ファンである。坂本先生はDice-K作のオープニングにも登場していた。坂本先生曰く「暮れなずむ街の人しか愛せない」とのこと。
マンホール（の蓋）同好会
各地の珍しいデザインのマンホールの蓋を紹介する。
週刊コブクロ塾（火曜4）
コブクロがVTR出演するコーナー。
週刊戦国ジャーナル
黒幕が戦国時代の事柄について語る。黒幕の好きな武田信玄を始めとする戦国武将についての逸話や、戦国時代の軍馬に関する話題について語られた。
歴史に関心のない木村カエラはこのコーナーを非常に嫌っていた。
ちなみに現在でも不定期ではあるが、主に金曜（又は木曜）の1、2ブロック目で行われることがある。
お楽しみ宇宙ボックスevolution3 SOLAR SYSTEMにプリクラ貼り付け式（曜日不定4）
視聴者が番組に送ったプリクラを、お楽しみ宇宙ボックスに貼る。主にジゴロウのボックスに貼られるが、視聴者の要望でご意見番のボックスに貼られる事もある。自作パソコン雑誌「PC-DIY」（キルタイムコミュニケーション発行、現在は休刊）にて、同ボックスを模したパソコンが紹介され、その後同編集部に米子が訪問取材し、番組内で紹介されたことがある。
仮面ハライター
外出時に急にトイレに行きたくなる事を仮面ハライターになると呼び、出演者や視聴者が仮面ハライターになった時のエピソードを紹介する。
このコーナーの時には、増田ジゴロウは仮面ライダーによく似た仮面をかぶり、仮面ハライターとなって進行を行う。あかぎあい時代・木村カエラ時代両方に登場している。
みんなでうた→みんなでうたおう（aiko公認）→みんなでうたおうぜっ!
主に関東の市区町村にまつわる歌をジゴロウが歌う。他の出演者も歌に参加する事がある。江別、鳥取、福岡など番組内で話題となった場所の歌を歌う事もある。
以前は「みんなでうた」というコーナー名で、aikoがゲスト出演した時にコーナーの始まりに使う絵を描いてもらったのだがaikoが間違って「みんなでうたおう」と書いてしまい、以降それに合わせるかのようにコーナー名が変わった。
その後、「みんなでうたおうぜっ!」を経て、「みんなでうたおうZ」として現在に到る。詳しくはみんなでうたを参照。
GOIGOI（ゴイゴイ）
ロケコーナー。ご意見番グッズがジゴロウグッズに比べて売れ行きが芳しくなかったため、ご意見番が自分の人気を高めることを目的に始めたコーナー。ペパーが視聴者からの様々な要望にこたえ好感度を上げようとする。中には女性視聴者とデートする、という内容もあった。DA‐米にもそれに対抗するような企画があったが結局行われなかった。
sakusaku漫画道場
当時小学生の視聴者から送られてきた漫画を紹介。ジゴロウの変身、あかぎあいにジゴロウがやられるなどの内容が多かった。
ティムール帝国（曜日不定1または2）
学校で習った「覚えているんだけど意味がわからない」言葉を集めるコーナー。
カカオとオカカ（曜日不定1または2）
よく似ているけど全然意味の違う言葉を集めるコーナー。
生物部のヤツが着ている白衣（曜日不定1または2）
生き物関係のネタを扱うコーナー。ヴィンセントがクマムシについて語ったのが好評だったためにコーナー化。
本当の黒幕にプリクラ貼り付け式（曜日不定4）
「お楽しみ宇宙ボックスにプリクラ貼り付け式」から引き継がれたコーナー。視聴者から送られてきたプリクラを本当の黒幕の体に貼る。

#### 中村優時代
フリートークアットランダム ワードがチラリ?（中村優登場初期のみ）
ヴィンセントの火口部分のフタを開け、その中に入っている紙に書かれた言葉について深く掘り下げるコーナー。その話題がうまく広がらないと、次の言葉に話題が移る。このキーワードの言葉は黒幕が事前にヤフーのトピックスなどから拾ってきていた（黒幕が「ヤフーのトピックスに出るなんて」と数度発言）。
フリー芝居アットランダム 役名がチラリ?（中村優登場初期のみ）
寸劇コーナー。ヴィンセントの火口部分に入っている紙に役名が書いてあり、それによって各出演者の担当役を抽選する。
WAKU2 DOKI2 回れっ!ルーレット!ぐるぐる回れっ!（月曜2および水曜2・一度だけ金曜2に行われたこともある・2005年10月より月曜2のみ）
視聴者や出演者が用意した3つのトークテーマのうち、ルーレットを顔に持つ男によって選ばれた1つを基にトークを行う。2007年4月30日に、ヴィンセントによって終了宣言がなされ、この週にて打ち切りとなる（国際手配中の「ルーレットを顔に持つ男」が手配から逃れるため降板という設定になっている）。
クイズアムステルDAM（水曜2または3）
クイズの人が登場。メロDAMの着メロを利用した4択クイズコーナー。不正解だとノニジュースやアロエジュースなどの原液（体に良いがとても不味い）を飲まされるが、全員正解の場合はクイズの人が自ら飲まなくてはならない。タイトルコールはゲッシーが担当。回答者はヴィンセントと中村優。ゲストを迎えている週はゲストも回答者に加えて行われることが多かった。第一興商スポンサー降板に伴い、2007年7月4日に終了。ちなみに終了以降はクイズの人の番組登場回数が極端に減り、数ヶ月番組に一切登場しなくなった。
六人のトーク侍→六人のトーク侍II（月曜2）
「WAKU2 DOKI2 回れっ!ルーレット!ぐるぐる回れっ!」に代わるコーナー。視聴者が送った1つのトークテーマをもとに「目安箱」から選ばれた侍ネームの出演者がそのテーマについて語る。このコーナーにはそれぞれの出演者に侍ネームがあり、以下のとおりである。
- （出演者）→（侍ネーム）
- ヴィンセント→アプリコット
- 中村優→サンザシ
- 浪人生→アップル
- 米ックス→マンゴーココナッツ
- カンカン→レーズンアーモンド
- ゲッシー→カカオオレンジ
- クイズの人→プルーンFeプラス（2007年10月から発売）
- 中田ですかっ!?→ストロベリー（2008年4月から発売）

なお、侍ネームはそれぞれ大塚製薬「SOYJOY」の種類のことであり、トークテーマに採用された視聴者には、選ばれた侍ネームにあたるSOYJOY48本分がプレゼントされる。つまり、目安箱からサンザシが引かれた場合は中村がトークテーマについて話し、トークテーマを送った視聴者には「サンザシ味のSOYJOY」が48本分プレゼントされることになる。
2008年10月、SOYJOY葉酸プラス発売を機に侍の頭数が足りなくなったことに伴い「II」にリニューアル。目安箱内にあるSOYJOYの種類の記されたスティックを、視聴者が指名した番組キャラクター（基本的に全キャラクター）が「スティッカー」となってそのスティックを引き、そのフレーバーのSOYJOYをプレゼント、スティッカー指名に併せて視聴者から送られたトークテーマを元に、ヴィンセントらがトークする形となった。中村のMC卒業後、前任MC（木村・あかぎ）復帰週にも行われ、2009年4月6日に終了。「ぐるぐる回してサプライ'S」に引き継がれた。
ギターをひこうZ
黒幕が黒幕ガードを引き連れて登場。中村優にギターの弾き方を教えるコーナー。
1週間1人1ネタ制度
いつも話のネタをいろんなところから用意してくるヴィンセントが、たまには他の住人のみんなも話のネタを用意するようにと言い出し、中村優・浪人生・米ックスは週1つ何らかのトークネタを用意してくることがアパート内法律として定められた。
駅そばキング（曜日、ブロックともに不定）
視聴者からのお便りを元に、お勧めの駅そばを紹介するコーナー。みんなでうたおうZの「南相馬のうた」歌詞中の、原ノ町駅の駅そば体験がコーナーの起源かと思われる。黒幕は情報を元に、店を食べ歩いて調査を行っているとの事。拡大解釈により、駅近所の蕎麦屋が話題になることもある。
- 今まで取り上げた駅そば（例）
  - JR中央線「小淵沢駅」（山梨県北杜市）
  - JR山陽本線「姫路駅」（兵庫県姫路市）
  - JR常磐線「原ノ町駅」（福島県南相馬市）
  - 小田急小田原線「新百合ヶ丘駅」（神奈川県川崎市麻生区）
  - 小田急小田原線「向ヶ丘遊園駅」（神奈川県川崎市多摩区）

ピッタシカンカン（曜日、ブロックともに不定）
カンカンが進行役となり、住民に心理ゲームを出題するコーナー。「火曜日はTuesday〜」「水曜日はWednesday〜」の枕詞から始まる。
クイズ★常識人（曜日、ブロックともに不定）
ピッタシカンカンと同じくカンカンが進行役。ピッタシカンカンで使われた枕詞も健在。こちらは住民一人一人に常識問題を出題していく。住民全員が正解するとハワイ旅行が獲得できるということだったが、全員が正解してもカンカンの都合によりハワイ旅行は実現されなかった。ちなみに不正解者が一人の場合でも、熱海旅行が獲得できるとされていたが、こちらもカンカンの都合によりうやむやになり、後にカンカンが作った料理を獲得商品とすることで落ち着いた。問題に答えると効果音が出るのだが、その効果音を出す機械はカンカンの私物である。ロゴマークは「フリーダイヤルのマークを描け」という問いに対して浪人生が描いたものである。
浪人生NEOのコーナー（ゲームコーナーが行われないときの金曜2、またはゲストがいないときの金曜3。不定期）
VTRで浪人生NEOが主にサクサカーや企業の依頼により随所に駆けめぐり依頼を遂行していくコーナー。他に、浪人生NEOが水が好きであることから、神奈川の名水を巡る旅などがある。

#### 三原勇希時代
ぐるぐる回してサプライ'S（月曜3）
「六人のトーク侍II」に代わるコーナーとして2009年4月13日より開始。カンカン扮するタキシード・カンカンが回した3色のルーレットの結果を基に、三原が3つの箱（左から赤・黄・青）に入っている視聴者からのメールの内1通を取り出して紹介する。テーマは固定されており、テーマは「一生懸命ながんばり屋さん」。選ばれた視聴者には、大塚製薬「ポカリスエット」（500ml）24本分がプレゼントされる。また、3つの箱の内1箱にゲッシーも入っており、引き当てた場合はその視聴者にはゲッシー（黒幕）直筆の色紙もプレゼントされる。カンカンの番組卒業に伴い、2010年3月29日に終了。
デパペペのインストde委員会（火曜4）
DEPAPEPEがVTR出演するコーナー。それまでの「週刊コブクロ塾」の後を引き継いだ。DEPAPEPEがゲスト出演する週には放送されない。2010年3月30日に終了。
恰好つけた写真
恰好つけた写真を紹介するコーナー。後は恰好つけた写真の歌を作り、無事幕を閉じた。
回文
回文を読むコーナー。2010年夏頃よりはやりだしている。
勇希の勇気が出る英語（曜日パートとも不定）
2011年4月より始まった、三原勇希がアパートの住民に対して英語を教えるコーナー。約3カ月程で自然消滅した。
続・私立DEPAPEPE学園（第1火曜4）
DEPAPEPEのオリジナルアルバム「ONE」に収録されている楽曲の解説を行う。2011年6月7日から2012年3月6日までの全10回、毎月第1火曜日に放送された。
元MC通信（曜日、ブロックともに不定）
元MCの近況を紹介する。大抵の場合、中村優が黒幕へ送ったメール内容のことが多い。
3年B組安八先生（曜日、ブロックともに不定）
2011年夏頃より始まった、『3年B組金八先生』（特に第1シリーズ）がモチーフのコーナー。ギフト矢野がその学園ドラマの主演の先生に似たカツラと背広を着て登場する。三原降板後は行われていない。
ただし、2013年7月29日の「速報!神奈川県で最も売れているCDシングル週間売上ランキング」のコーナーに安八先生が登場している。

#### トミタ栞（屋根の上）時代
ペットショップトミタ（曜日、ブロックともに不定）
2012年4月30日から始まった、サクサカーから送られたペットの画像を紹介するコーナー。このコーナーのメール等の紹介はトミタが行う。2012年夏以降行われていない。
Rihwaのコーナー（正式タイトル名ではない）（月末 火曜4）
2012年4月24日から始まった、月一レギュラーであるRihwaが出演するコーナー。以前コーナーを担当していたコブクロやDEPAPEPEと違い、VTR出演ではなく屋根の上でMCとともに出演していた（ただし、2012年7月31日と12月18日はVTR出演のみ）。毎回Rihwaがイラストを披露していた。2013年3月26日をもって終了した。
ご当地ゆるキャラを考えるコーナー（正式タイトル名ではない）（主に金曜1、金曜3）
2013年1月25日から始まったコーナー。屋根の上の住人が各都道府県単位でゆるキャラを考え披露する。2013年1月25日以降このコーナー終了までの間、金曜はゲストとのトークを除けばほとんどがこのコーナーになっており、「みんなでうたおうZ」が他の曜日に放送されていた。北の北海道から南の沖縄県の順番で披露され、2013年3月22日に終了した。
しーちゃんに興味を持ってもらうためだけの戦国ジャーナル（曜日、ブロックともに不定）
木村カエラMC時代に行っていたコーナーの復活。 黒幕が三国時代や戦国時代の話題をだしても住人たちのノリが悪い状態を何とか改善しようとして始めた。黒幕が戦国時代をわかりやすく解説しようとする。トミタ栞にこのコーナー用のかぶり物（伊達政宗の兜風の帽子）も登場した。
あっちこっち電車（曜日、ブロックともに不定）
電車や旅に関する話題のコーナー。かつて行われた「駅そばキング」の流れ。 コーナーの最初に「どうモハ〜 こんにクハ〜」と挨拶し、最後に「可変電圧可変周波数制御VVVF!」と叫んで終了する。
さくら学院の知っておいて損することなんて、ゼッタイない!（第1・第3水曜4の冒頭）
2013年6月5日から始まったさくら学院のメンバーが白井ヴィンセントをいつかぎゃふんと言わせるため、番組スタッフからためになる豆知識を授かるコーナー。放送日の出来事を話題にしている。2014年3月19日に終了した。
MONOBRIGHTのコーナー（正式タイトル名ではない）（月末 水曜4）
2013年5月29日から始まったMONOBRIGHTのメンバーが出演するコーナーでMONOBRIGHTの生き様を紹介する。屋根の上でMCとともに出演していた。MONOBRIGHTの出演メンバーは当初全員ではなかったが後に全員登場するようになった。月末水曜の1週前である2014年3月19日に終了した。
ギフト☆矢野のおいらはドラマーへの道（曜日、ブロックともに不定）
2013年12月5日開始。ギフト☆矢野のドラム練習風景をVTRで紹介している。1回目はギフト☆矢野のドラムの先生として一般のサクサカー、2回目（2014年1月29日）はギター担当として黒幕、3回目（2014年2月25日）は一般のサクサカー、黒幕のほかベース担当として浪人生が参加している。最終的には屋根の住人でバンドをやることを目標にしていたがBlu-rayの発売イベントにて達成している。
ゲームコーナー（正式タイトル名ではない）（木曜3・2009年3月以前金曜4・2005年10月よりしばらくの間木曜2または3にも行われた）
最新ゲームを紹介し、その場でプレイして盛り上がる。当初はケンタロウ、後にご意見番が担当。2005年7月より再びケンタロウが担当。現在は、浪人生が主に担当。その週のゲストと一緒に行うこともある。各ゲームメーカーの広報の人が登場することも多く、幾人かの名物広報も存在する。2005年10月から木曜にも主にニンテンドーDS用ゲームを取り扱っていた期間もあったが、これはNintendo DS発売に合わせ期間限定的に行っていたようである。
2011年5月以降、第2・第4木曜日の同ブロックにビナウォーク情報のコーナーが設定されているため、不定期で行っている。
ビナウォーク情報のコーナー（第2・第4木曜3）
ビナウォークの広報やスタッフによるイベント情報紹介やビナウォークに関する思い出等をビナメールとして募集し紹介する。おはこんばんビナというあいさつをしている（2011年5月開始）。
2013年4月以降、このコーナーを今までと同様、屋根の上で行う場合とギフト☆矢野がビナウォークに出向いて行う場合がある。2014年3月27日に終了した。
みんなでうたおうZ（主に金曜3、一部火曜3・水曜3・木曜3）
ヴィンセント作詞作曲による自作の唄を歌うコーナー。「みんなでうたおうぜっ!」から、ヴィンセントにより改題。前身の「みんなでうた」「みんなでうたおう」「みんなでうたおうぜっ!」については後述。概ね1ヶ月に1〜3回だが、2007年の一時期（7月最終週）は4日連続で放送された。
年度末には視聴者からの投票を集計して、みんなでうたおうZ大賞が発表される。
2011年以降は、これまでの市町村のうただけでなく、神奈川や都下ローカル・千葉県や埼玉県関連の地名・駅名をモチーフにしたものが多く、これらについては金曜ではなく火曜・水曜・木曜のいずれかに放送されることがあり、後述する他局ネットでの放送機会が少なくなっている。2013年1月-3月は、後述するゆるキャラを考えるコーナーが金曜にあるため、火曜・水曜・木曜のいずれかの放送になっていた。
2012年4月-6月（トミタのMC就任直後）は、過去の名曲をリメイクして披露される曲に関して、「みんなでうたおうZ」のタイトルコールの後に「名曲アルバム」と名乗って披露していた。
2014年3月27日の黒幕出身地である「三鷹のうた」を披露して終了した。

#### トミタ栞（レンタルショップ）時代
おしゃべりBOX（曜日、ブロックともに不定）
2014年3月31日開始。4人のトークを助けるため箱の中からトークテーマを引き、そのテーマでトークを行うコーナー。中村優時代初期の「フリートークアットランダム ワードがチラリ?」のコーナーに近い。
みんなの朝食（曜日、ブロックともに不定）
サクサカーや出演者の朝食を紹介、ときには試食もする。ゲストコーナーでゲストにも朝食について質問することもある。カンカンの知り合い芸人である「クック井上。」の朝食が2度紹介されたことがある。
sakusaku作品展（曜日、ブロックともに不定）
サクサクに寄せられたイラストを紹介するコーナー。この時にはあゆみくりかまきの一人がお便りを読み、イラストを発表する。
おはしおり（曜日、ブロックともに不定）
トミタが割り箸の袋やストローの袋を折って何かを作る。
教えてサクサカー先生（曜日、ブロックともに不定）
番組内での内容や疑問に対して、サクサカーが回答し出演者に教えるコーナー。

#### あゆみくりかまきの担当コーナー
以下はトミタ栞時代からNANAE時代に跨って行われた。
くぅ散歩（曜日、ブロックともに不定）
くりかが散歩した（出かけた）場所を写真とともに紹介する。ほかの出演者も似た趣旨の写真を紹介することがあるが、コーナーになっているのはくりかのみである。
まっちゃんの人生相談してくまさ〜い（曜日、ブロックともに不定）
まきがサクサカーからの人生相談を受け付ける。
あゆじろう先生の実験コーナー（曜日、ブロックともに不定）
あゆみがサクサカーから投稿された実験を実際に行う。8月19日の会では「わさびのツーンが来ない方法」を行っていて、まきも参戦した。
トレンドくぅ信（曜日、ブロックともに不定）
くりかが気になる世の中の流行りものを紹介する。
ネットの噂、検証しマツ。（曜日、ブロックともに不定）
ネット上で噂になっているが真偽が不明な事柄をまきが実際に行って検証しようとする。まきとNANAEの2人で進行。
あゆあゆ探検隊（曜日、ブロックともに不定）
くぅ散歩と類似したコーナーだが、街中で見つけた珍しい物を紹介する。サクサカーからの投稿も受け付け、採用者にはあゆみが探検隊の役職を贈呈する。

#### NANAE時代
P-1グランプリ（2016年夏季限定・曜日不定2ブロック・4ブロック）
「夏」を題材テーマとして、投稿されたポエムの出来を勝ち抜き制で競うコーナー。夏の終わりごろに3回勝ち抜いた投稿者同士で決勝を行う。負けても別のポエムで再挑戦することが可能（ただし、3回まで）。ポンモップも出場者として参戦していた。朗読はNANAE、BGM演奏は五郎が担当していた。出来の判定は現場にいるスタッフ全員（出演者やマネージャーも含む）で行った。8月25日の放送でポンモップを含めた決勝進出4名が確定。9月2日の放送で決勝が行われ、多数決（最多得票者が複数の場合は再度決選投票）で優勝者を決定した。
なお、ポンモップ（鈴木）は2回の予選敗退を喫し、最後のチャンスの3回目でようやく決勝進出を果たしたものの優勝を逃し（3位）、以後のポエム封印を宣言した。その後、再開希望の投稿が1万通集まったら再開するとしている。
あなたのポエム解説します!（月曜のCDシングル週間売上ランキング内。それ以外の曜日の2ブロックで行う場合あり）
ポエムときめき流の「夢乃小路一本松」（設定上ではポエム暦72年の81歳。演じるは鈴木啓太）が、サクサカーからの投稿ポエムを品評するコーナー。ポンモップのポエム封印と入れ替わる形で新設された。
前述のCDシングル週間売上ランキング内で行う場合は、ランキングの発表と交互に進行される。2016年10月17日・24日にはランキング内で行い、ゲストコーナーに夢乃小路一本松を迎えたという体裁で、「なんくるクエスチョン」も行った。
第2ブロックを丸々使う場合は中断を挟まず進行され、NANAEは五郎とともにガヤに廻る。
2016年10月31日を以って「夢乃小路一本松」は自ら出演終了を宣言した。

## 番組内で用いられるBGM・SE
屋根の上時代、番組内ではよく昔のゲーム音楽や「みんなでうたおう」等で作られた曲がBGM・SEとして用いられていた。ここではそのうちのいくつかを紹介する。

### 屋根の上終了時点で使用されていたSE
番組スポンサーのクレジット画面（スポンサーがつかない地域でも表示される）・視聴者からのメール等紹介時
サクサカーの歌（前者の場合はピアノ、後者の場合はギターでの演奏となる）
画面が切り替わるとき
ファミリーコンピュータ ディスクシステムにディスクを入れたときの音
CM前後の視聴者からの絵や写真を紹介する画面
ファミリーコンピュータ ディスクシステムの起動音
キャラクター紹介画面（米ックスなど・2006年5月15日以降）
｢シティコネクション｣ゲーム中のメインテーマ
ゲッシーのキャラクター紹介画面
｢ドラゴンクエストVI 幻の大地｣フォークダンス
アパートが宇宙へ旅立つ時
｢機動戦士ガンダム｣「ガンダム大地に立つ」のBGM
エスポワ〜ル横浜第2の契約更新
｢ドラゴンクエスト｣のレベルアップ音
ゲストコーナーの冒頭でゲストを紹介するとき
月曜：｢ゼビウス｣ゲームスタート
火曜：｢パックマン｣ゲームスタート
水曜：
木曜：
金曜：｢ドルアーガの塔｣ゲームスタート
あっちこっち電車
｢リンクの冒険｣町
さくら学院の知っておいて損することなんて、ゼッタイない!
｢帰ってきたウルトラマン｣アバンタイトル

### 過去に使用されたSE
WAKU2 DOKI2 回れっ!ルーレット!ぐるぐる回れっ!
コーナータイトル：｢スペランカー｣ゲーム中のメインテーマ
顔に持つ男入場：｢スクーン｣タイトル
ルーレットを回すとき：｢ゼルダの伝説｣（第1作）ゼルダ姫救出時ファンファーレ
ルーレットの回転音：｢メトロイド｣で残りエネルギーが少なくなった時に発せられる警告音
ルーレット停止時：｢リンクの冒険｣レベルアップ
顔に持つ男退場：｢スターソルジャー｣ゲームオーバー
全国絶景選手権
｢リンクの冒険｣オープニング
本当の黒幕にプリクラ貼り付け式
本当の黒幕のテーマ
ティムール帝国
アニメ「機動戦士ガンダム」次回予告のBGM「ガンダム大地に立つ」
クイズ俺!
｢ドンキーコング3｣タイトル
速報!神奈川県で最も売れているCDシングル週間売上ランキング 冒頭
アニメ映画「幻魔大戦」のBGM「幻魔の攻撃」

クイズの人のキャラクター紹介画面（2006年6月14日以降）
｢影の伝説｣ゲーム中のメインテーマ
KANAKO 2006紹介画面
｢宇宙戦艦ヤマト 新たなる旅立ち｣挿入歌「ヤマト!!新たなる旅立ち」前奏の女性コーラスが終了してからの部分
六人のトーク侍
｢謎の村雨城｣ゲーム中のメインテーマとゲームオーバーの曲
つばカッター説明
｢悪魔城ドラキュラ｣ゲームスタート時悪魔城に乗り込む際のBGM
その他、過去使用されたSE
- エキサイトバイク
- スーパーマリオブラザーズ
- ドラゴンクエストIII そして伝説へ…
- ドラゴンクエストV 天空の花嫁ちいさなメダル発見時
- ドンキーコング
- バルーンファイト
- レッキングクルー
- ときめきメモリアル2：あかぎあい時代にオリジナル・サントラから多数曲が使用された。現在でもたまに使用される。現在レギュラーで使用されているのは、カンカンの「ピッタリカンカン」コーナー時。
- ときめきメモリアル 〜forever with you〜：2のBGMと同様、時折使用される。木村カエラ時代のクリスマス週間や、カーリー田中異動時に流れた。

## 用語

### 屋根の上時代
エスポワ〜ル横浜第2
この番組が行われている舞台。このアパートの屋根の上で番組が進行する。2階建て。横浜市の某所にある「トウフ山」に建っている。ジゴロウ・ヴィンセントが管理人、他の出演者は住人であるという設定。家賃は月13万8千円。「めぞん一刻」の一刻館をモデルにしている。住人の契約は1年単位で、毎年4月初頭に契約更新が行われる。建物自体が宇宙船でもあり、宇宙へ行くことができる。ジゴロウが管理人の時は、ほぼ毎日月面に行っていた。かわらはNASAが開発したものを使っている。ヴィンセント登場以来宇宙へは行っていないが、宇宙へ行けるという機能は失っていない模様。宇宙へ行かないのは住人の家賃滞納により燃料費が賄えないためとされる。
2005年10月31日に久しぶりに宇宙へ行くことを試みたが、燃料不足から海へ落下。潜水艦としても機能することが明らかになった。
お正月に木村カエラが餅を食べている間にヴィンセントは富士山の火口で修行してきたといい、2006年1月9日の放送で、ヴィンセントはちょっとやそっとのことでは怒らなくなった。そのときに、家賃を月14万8千円に値上げすることを発表した。
2006年4月3日にヴィンセントによってアパートの歴史が公開され、鎌倉時代の1193年創建の歴史ある建物であると発表された。この日より改築開始。
2006年5月1日、平成の大改築完了によって4階建てとなった。A棟〜D棟の4棟が十字型に繋がった形。各部屋が広くなり、屋根の上に給水塔・イルカほこ・UHFアンテナ・見張り台・携帯電話中継アンテナ・衛星放送用パラボラアンテナなどが設置された。無線LANシステムも完備。
元々、この名前はジゴロウのその場の思いつきで決まったものであったため、長い間忘れ去られていたが（あかぎあい時代はオープニングでは「とあるアパートの屋根の上から…」になっていた）木村カエラが入居した時に改めて所在地とアパート名が設定されることになった（その他、今日の舞台設定のいくつかもこの時期に確定している）。
2007年10月4日に久しぶりに宇宙に行くことを試みたが、軌道計算をしていたKANAKO2006の聞き間違いで宇宙に行かずに府中に行ってしまい、その後計算ミスによりエドゥ時代にタイムスリップしてしまった。
2008年ヴィンセントがいわゆる「トークのストライキ」を行って雑草だらけになった後、一時期"腐海"に飲み込まれた。
2009年改修工事により、12階建てとなる。
2010年契約更新の際に、家賃が13万6千円と値下げになった。
2011年4月4日に、久々に宇宙に行った。
2012年4月にトミタがMCに就任後は、トミタの出身地である岐阜県高山市の民芸品であるさるぼぼが屋根の上のいたるところにちりばめられている。
井口小・三鷹二中・都立府中高
黒幕の出身校。番組内にもネタとして度々使用される。
馬謖
収録した画をオンエアの尺に合わせるため編集してカットすること。番組の編集を担当する人物は黒幕から「諸葛孔明」と呼ばれており、「泣いて馬謖を斬る」の逸話から「馬謖される」と言えば「カットされる」という意味である。なお、番組内での「馬謖する」は「面白いのだが尺の都合で惜しみつつもカットする」という「泣いて馬謖を斬る」の本来の意味に近いこともあるが、むしろ「つまらないので積極的にカットする」といった意味で使われることが多い。

#### あかぎ時代
シー!ガイアー!
宮崎県出身のあかぎにちなんだジゴロウの技。掛け声と共に上空へ飛んでいく（腕の長さが足りずいつも黒幕の方へ飛んでいっていた）戻るときは「アーイガシー」である。

#### 木村時代
フォッサマグナ
増田ジゴロウと木村カエラの間に横たわる巨大な世代の溝を表現する言葉。
ミノフる
ご意見番の得意技であり、主にネタが滑った時にミノフスキー粒子を噴射する事をいう。機動戦士ガンダムシリーズのミノフスキー粒子が元ネタ。
俺パソ
増田ジゴロウ所有のハードディスクの容量がマジ半端じゃないパソコン。ただし、電源が入っていないことがあり、ブログには接続できない。機種はMacintosh PowerBook 5300。
お楽しみ宇宙ボックス
増田ジゴロウとご意見番の宇宙服。ジゴロウが最後に使用していたボックスはevolution3 SOLAR SYSTEM。ボックス上部に携帯電話受信アンテナを設置し「月面でもバリ3」らしい。初代、evolution2共に、月面ヒロシの奥に安置されている。ちなみに、evolution3 SOLAR SYSTEMに最初に貼られたプリクラはご意見番と視聴者のデート写真。ボックス上部に設置された太陽電池が動力源になっているため、ここを完全に覆われると動作しなくなる（2005年6月6日の放送より）。
DPS（デュアル・パイプ・システム）
初代お楽しみ宇宙ボックスでは酸素供給用のパイプが外れやすかったので、evolution2では2本に増設され強化された。そのシステムの事。
お楽しみ宇宙袋
お楽しみ宇宙ボックスに替わる次世代のジゴロウ専用宇宙ユニットだったが、木村カエラが「ゴミ袋みたい」と嫌ったり、宇宙での安全性に疑問があり、プリクラが貼れないなど問題だらけだったためかわずか1週のみしか使用されなかった。2005年3月第5週のみ登場。
鮭の産卵
数多くある増田ジゴロウの必殺技の中の一つで癒し系の技。名の示す通り、口からイクラをたくさん放出し、イクラの持つ強い生命力でケガや病気を治療できる。木村カエラはこの技が嫌い。
都下ちゃん
東京23区に対して黒幕が出身の三鷹市をはじめとする多摩地域を指す（島嶼は除く）。都下ちゃんTシャツも作られたことがある。また、増田ジゴロウが23区出身の木村カエラを意識して23区を連邦軍、多摩地区をジオン軍となぞった。
聖（セイント）
「超」「すごい」「とも」よりも最上位の意味をもつ接頭語。用法:"聖楽しい"など。ジゴロウ末期からヴィンセント初期にかけてよく使われていた言葉。
キャッチー・アンキャッチー
周囲の人に対する人当たりの善し悪しを表す言葉。黒幕は番組内ではキャッチーに努めているが、それ以外の部分ではかなりアンキャッチーとのこと。
ベルリンの壁
画面では見えないが、ヴィンセントと黒幕の間には透明の壁が設置されている。その壁のこと。黒幕の地声をマイクが拾わないようにするために設置されていると考えられる。ジゴロウ時代に設置されていたものをヴィンセントに変わってから設置されていなかったが2005年8月1日放送分より復活したそうだ。この壁は、2004年8月25日に放送されたフジテレビF2-Xで木村カエラが特集された際のsaku sakuの収録風景にて確認できる。
オニ bad smell
黒幕がヴィンセントのマペットに手を入れる部分から発せられる不快臭のこと。木村カエラが名づけた。黒幕は手袋などは使わずにマペットに直接素手を入れて操作しているため非常に嫌な臭いがするらしい。ヴィンセントはこれをネタにラップを作詞し披露した。
木村カエラの新宇宙服
evolution3 SOLAR SYSTEM完成時に、木村カエラが「私の宇宙服は変わったことがない」と不満を述べたことからカエラの宇宙服もリニューアルされた。今回は袖無しジャケットタイプで、胸に輝く銀糸のSPACEの文字が微妙に恥ずかしい仕様となっている。その文字は米子が付けた。
巨神兵がドーン!
ジゴロウが他者を攻撃するのに使用していた。口から赤い光線を発射する。使用者はジゴロウがもっぱらであるが、木村カエラも使用できた。また、1度だけヴィンセントも使用している。
サクサカーの合い言葉としても使われるようになり、誰かに「巨神兵が」と声をかけられたら「ドーン!」と返すのが正しいサクサカーとされていた。
｢風の谷のナウシカ｣の巨神兵に由来。
乙事主がブモォー!
｢巨神兵がドーン!｣に続くサクサカーの合い言葉。
｢もののけ姫｣に由来。

#### 中村時代
思いで棒
メモリースティックを直訳した言葉。黒幕所有のソニー・エリクソン・モバイルコミュニケーションズの携帯（premini II）はメモリースティックが使える。携帯で撮影した画像が番組内でネタとして使われることがある（機種変更したため新しい携帯電話では使えなくなった）。
DO-BUTS（ドーブッツ）
米子・象さん・スガ鹿男の3名からなるユニット名。象さん・スガ鹿男と新たにサブキャラを作ったものの、存在を持て余していたヴィンセントが、米子をリーダーに指名して作ったユニット。命名したのは中村優。後にテーマ曲も作られた。
カタマラー（レインボーカタマラー）
レインボーカーソルのこと。アップル社製コンピュータにおいてコンピュータが演算を行う際に表示されるカーソル。長時間表示される場合、コンピュータがフリーズしていることが多い
｢どっかで誰かがバルスっ｣「あーっ、目がーっ、目がーっ」
｢天空の城ラピュタ｣に由来。
tvk周辺にある、ライトアップが非常に強い植木をヴィンセントが「ムスカ植木」と命名し「多分夕方5時頃になるとどっかで誰かがバルスって言っている」と補足したところ中村優がそのフレーズを気に入ったことから。
その後この合言葉が「ラップ・ラピュタ」に取り入れられ番組で公開、saku saku DVD Ver.4.0「定刻の逆襲」発売記念イベントでも演奏される。
｢サン、食っていいか?｣「食べちゃダメ（ハート）」
「もののけ姫」に由来。
飛べない豚は高座豚
｢紅の豚｣に由来。
聖（セイント）
｢とても｣という最上級性の用語として事あるごとに使っていたが、黒幕が真っ先に飽きたらしく使わなくなった。

#### 三原時代
ヒガンバナ
2010年10月15日放送で、黒幕が小学校時代にクラス内で流行っていたギャグとして披露したのがはじまり。その後、サクサカーからの投稿では「おはこんばんちは」と並びよく使われる挨拶文として定番化した。2012年10月19日放送（三原が卒業し、トミタが就任後）の「みんなでうたおうZ」で、「ヒガンバナ」をメインにした「日高のうた」が披露された（日高市にある巾着田がヒガンバナで有名であるため）。
タニュー
｢ヒガンバナ｣と同じく2010年10月15日放送から使われたギャグで、三原がよく使っているギャグとして紹介されたのがはじまり。「タニュー」とは、沖縄県に実際にあるホテルの名前「ホテルタニューウェルネスリゾートオキナワ」（現存せず）である。2011年11月11日放送の「みんなでうたおうZ」では、「タニュー」と響きが近い地名の歌として「羽生のうた」（はにゅうのうた）が披露され、同年度のみんなでうたおうZ大賞受賞曲となった。

### レンタルショップ時代
カシカシ
この番組が行われている舞台。何でも貸し出すレンタルショップ。
数店舗を展開しているようであり、本番組で登場するのは「かながわみらい店」である。ポンモップが「かながわみらい店」の店長、トミタが中堅アルバイト、あゆみくりかまきが新人バイトという設定になっている。途中で加入したNANAEは中堅スタッフ、さわやか五郎はフロアスタッフという設定。

## サクサカー
サクサクファン。サクサク視聴者のこと（sakusaku+er）。屋根の上時代は更に以下の通りに分類されていた。MC就任間もないトミタ栞への番組用語説明としてヴィンセントから改めて解説が行われた。屋根の上時代に作られた用語ではあるが、レンタルショップ形態でも引き続き同じ意味で使用されている。
シャアサク
サクサカーの中でも、毎日の放送を録画して見るほどサクサクにはまっているサクサカーのこと。
機動戦士ガンダムの「シャア専用ザク」をもじったもの。
ヌケサク
サクサクをたまにしか見ないサクサカーのこと。
漫画『ついでにとんちんかん』の主人公「間抜作（あいだ ぬけさく）」から命名された。
愛人・サクレロ・地方妻
tvk以外のネット局で、週一回しか見ることが出来ないサクサカーのこと。

### 有名人サクサカー
以下の有名人は自身の発言や書籍、ウェブサイトなどでサクサカーを明言している。
- 安倍なつみ：tvkのトーク番組「深海魚」（2006年9月29日放送分）でサクサカーを公言している。
- 寺島拓篤：自身のブログにて公言。
- 佐伯貴弘（元プロ野球選手[注 15]）：本人からの希望で横浜在籍時代の2005年1月にゲスト出演。その際、サクサカーで番組を毎日見ている事を公言。
- 三宅健（元V6メンバー）

## スタッフ
- 編集・MA：STUDIO NAO
- 技術協力
  - 音声：ウェイブ・ワン
  - CAM・TD・VE：日放
- メイク：佐藤健行（HAPP'S）、川又由紀
- スタイリスト：中里佳苗
- タイトルロゴ・背景：渡辺博和【AZ,INC.】
- オープニングテーマ：7!!
- オープニングCG：稲葉まり
- CGデザイン：ケイズアドバンストデータ
- ライツ、グッズ：種子島幸【tvk】
- ディレクター：伊藤誠、谷宗純、清丸一央、吉田賢人、稲富大介
- 協力：ボーダー・グランド、アップフロントクリエイト
- プロデューサー：武内和之【ミューコム】、熊谷典和【tvk、ミューコム執行役員】
- 制作協力：tvkコミュニケーションズミューコムカンパニー
- 制作著作：tvk

### 過去のスタッフ
- ナレーション：佐野れい子【トルバドール音楽事務所】、岡本麻見【トルバドール音楽事務所】、飯田利信【トルバドール音楽事務所】
- CAM：田中政治【日放】
- オープニング・タイトル：Dice-K Express（2005年3月まで）、Instant Wife inc（2005年4月 - 2009年4月）、山沢大洋（2005年4月 - 2008年3月）、DEPAPEPE（2008年3月 - 2010年4月、2011年4月 - 2012年3月、2013年4月 - 2014年3月）、たむらぱん（2010年4月 - 2011年3月、2012年4月 - 2013年3月）、ウチダケイ（CG）
- キャラクターデザイン：Dice-K Express（2005年6月まで）、川名正拳（2014年3月まで）
- メイク：ヴォートル・ボーテ、藤田純子
- スタイリスト：岡部みな子（木村カエラ）、渡辺奈央（中村優）
- ディレクター：菊谷宏樹【ミューコム】（2014年3月まで）、福山健一【ミューコム】（2014年3月まで）、金田真人（2005年8月逝去）[注 16]、上田芳郎（2011年7月まで）、矢倉睦美、木村圭太【ミューコム】
- 協力：ミルキット、ソニー・ミュージックアーティスツ（SMAエンタテインメント）、ニューカム（現在：ソニー・ミュージックアーティスツ）、ディスカバリー・エンターテインメント、ソニー・ミュージックアーティスツ、イドエンターテインメント
- プロデューサー：重富浩二【tvk】、山崎哲央【tvk、ミューコム社長】

## オープニングテーマ
- 2008年度 「FESTA!!」/DEPAPEPE
- 2009年度 「sailing」/DEPAPEPE
- 2010年度 「ズンダ」/たむらぱん
- 2011年度 「Lion」/DEPAPEPE
- 2012年度 「ヘニョリータ」/たむらぱん
- 2013年度 「STEP!」/DEPAPEPE
- 2014年度以降 「メロディ・メーカー」/7!!

## エンディングテーマ
前述の通り、日テレプラスでは放送されなかった。

## ネット局
レギュラー放送終了時点で、レギュラー（毎週）放送していた局は以下の通りである。
| 放送対象地域 | 放送局              | 放送曜日・時間               | 系列           | 開始日       | 備考           |
| ------------ | ------------------- | ---------------------------- | -------------- | ------------ | -------------- |
| 神奈川県     | テレビ神奈川（tvk） | 月 - 金曜 7:00 - 7:30        | 独立協         | 2000年10月 - | 本放送         |
| 神奈川県     | テレビ神奈川（tvk） | 月 - 金曜 23:30 - 翌0:00     | 独立協         | 2000年10月 - | 当日分の再放送 |
| 北海道       | 札幌テレビ（STV）   | 水曜 2:04 - 2:34（火曜深夜） | 日本テレビ系列 | 2009年10月   |                |
| 埼玉県       | テレビ埼玉（TVS）   | 火曜 2:30 - 3:00（月曜深夜） | 独立協         | 2009年4月    |                |
| 千葉県       | 千葉テレビ（CTC）   | 火曜 1:30 - 2:00（月曜深夜） | 独立協         | 2009年10月   | 3日遅れ        |
| 三重県       | 三重テレビ（MTV）   | 土曜 0:50 - 1:20（金曜深夜） | 独立協         | 2010年4月    |                |
| 兵庫県       | サンテレビ（SUN）   | 金曜 18:30 - 19:00           | 独立協         | 2009年10月   |                |
| 広島県       | 中国放送（RCC）     | 水曜 1:58 - 2:28（火曜深夜） | TBS系列        | 2012年4月    |                |

tvkでの再放送は、2004年3月最終週までは17:00から、2007年3月最終週までは0:05から、2009年3月最終週までは23:30から、2010年3月最終週までは0:00からだった。2010年春の番組改編で、2010年4月5日から再放送が30分繰り上がり現在の23:30 - 翌0:00の放送になっている。
tvk以外の局では金曜日放送分をネットしている（2003年1月 - 2009年3月は木曜日分が放送されていた）。年末年始にtvkにおける放送が休止になる場合、休止にならないネット局が木曜日分を放送することもあり、その場合「週末運勢ランキング」はテロップが消されPVのみを流す。2012年4月時点のネット局はtvkの他に7局となる。
放送開始以来、レギュラー放送の放送経験がない政令指定都市を抱える都道府県は、宮城県と静岡県であった。なお、静岡県では後述する通り、『saku saku 2022』を放送したため、当番組の放送全体の経験がないのは宮城県だけとなった。
なお、2017年4月から再放送の時間帯には黒幕役の菊谷宏樹が担当する番組『関内デビル』が放送され、本番組最終ネット局のうち千葉テレビ放送、三重テレビ放送、サンテレビジョンの3局が本番組から継続する形で月曜放送分をネットする。

### 過去のネット局
| 地域           | 放送局              | 放送曜日・時間               | 系列                  | 放送期間                   |
| -------------- | ------------------- | ---------------------------- | --------------------- | -------------------------- |
| 北海道         | 北海道テレビ（HTB） | 金曜 1:45 - 2:15（木曜深夜） | テレビ朝日系列        | 2003年1月 - 2005年9月      |
| 秋田県         | 秋田朝日放送（AAB） | 火曜 1:45 - 2:15（月曜深夜） | テレビ朝日系列        | 2009年4月 - 2011年10月11日 |
| 山形県         | 山形テレビ（YTS）   | 水曜 1:15 - 1:45（火曜深夜） | テレビ朝日系列        | 2009年10月 - 2010年12月    |
| 岩手県         | IBC岩手放送         | 日曜 1:40 - 2:10（土曜深夜） | TBS系列               | 2006年1月 - 2008年3月      |
| 福島県         | 福島テレビ（FTV）   | 水曜 0:50 - 1:20（火曜深夜） | フジテレビ系列        | 2005年10月 - 2010年3月     |
| 栃木県         | とちぎテレビ（GYT） | 金曜 22:30 - 23:00           | 独立協                | 2005年6月 - 2008年10月     |
| 新潟県         | 新潟放送（BSN）     | 土曜 1:25 - 1:55（金曜深夜） | TBS系列               | 2005年7月 - 2006年3月      |
| 石川県         | 北陸放送（MRO）     |                              | TBS系列               | 2006年10月 - 2007年9月     |
| 中京広域圏     | メ〜テレ（NBN）     | 土曜 2:20 - 2:50（金曜深夜） | テレビ朝日系列        | 2004年4月 - 2005年9月      |
| 岐阜県         | 岐阜放送（GBS）     | 金曜 1:45 - 2:15（木曜深夜） | 独立協                | 2007年4月 - 2011年3月      |
| 京都府         | KBS京都（KBS）      | 水曜 23:30 - 翌0:00          | 独立協                | 2006年10月 - 2008年9月     |
| 岡山県・香川県 | 山陽放送（RSK）     | 土曜 1:45 - 2:15（金曜深夜） | TBS系列               | 2005年10月 - 2009年3月     |
| 福岡県         | TVQ九州放送         | 月曜 0:35 - 1:05（日曜深夜） | テレビ東京系列        | 2003年4月 - 2016年12月     |
| 熊本県         | 熊本放送（RKK）     | 火曜 1:25 - 1:55（月曜深夜） | TBS系列               | 2005年10月 - 2008年8月     |
| 鹿児島県       | 南日本放送（MBC）   | 金曜 1:00 - 1:30（木曜深夜） | TBS系列               | 2007年4月 - 2007年12月     |
| 日本全域       | 日テレプラス        | 水曜 1:30 - 1:55（火曜深夜） | 日本テレビ系列 CS放送 | 2008年10月 - 2010年10月    |

### saku saku 2022放送局
| 放送対象地域 | 放送局                                     | 放送日・時間                           | 系列           | 備考 |
| ------------ | ------------------------------------------ | -------------------------------------- | -------------- | --- |
| 神奈川県     | テレビ神奈川（tvk）                        | 2022年8月28日 23:00 - 23:55            | 独立協         | 本放送 |
| 北海道       | 北海道テレビ（HTB）                        | 2022年12月29日 1:20 - 2:20（28日深夜） | テレビ朝日系列 | 北海道内では、レギュラー放送はHTB→STVと変遷していた                                                         |
| 青森県       | 青森朝日放送（ABA）                        | 2023年1月6日 0:51 - 1:46（5日深夜）    | テレビ朝日系列 | 青森県内では、レギュラー当時非ネット                                                                        |
| 群馬県       | 群馬テレビ（GTV）                          | 2023年1月4日 20:00 - 20:55             | 独立協         | 群馬県内では、レギュラー当時非ネット 5いっしょ3ちゃんねる加盟局で唯一、レギュラー放送をネットしていなかった |
| 東京都       | 東京メトロポリタンテレビジョン（TOKYO MX） | 2022年12月30日 21:00 - 21:54           | 独立協         | 東京都内では、レギュラー当時非ネット                                                                        |
| 埼玉県       | テレビ埼玉（TVS）                          | 2022年10月9日 20:00 - 21:00            | 独立協         | レギュラー放送終了時点でのネット局                                                                          |
| 千葉県       | 千葉テレビ（CTC）                          | 2022年12月29日 20:30 - 21:25           | 独立協         | レギュラー放送終了時点でのネット局                                                                          |
| 静岡県       | 静岡第一テレビ（Daiichi-TV）               | 2022年11月5日 2:09 - 3:04（4日深夜）   | 日本テレビ系列 | 静岡県内では、レギュラー当時非ネット                                                                        |
| 富山県       | チューリップテレビ（TUT）                  | 2022年12月25日 1:28 - 2:28（26日深夜） | TBS系列        | 富山県内では、レギュラー当時非ネット                                                                        |
| 三重県       | 三重テレビ（MTV）                          | 2022年12月30日 14:30 - 15:30           | 独立協         | レギュラー放送終了時点でのネット局                                                                          |
| 兵庫県       | サンテレビ（SUN）                          | 2022年10月14日 20:00 - 20:55           | 独立協         | レギュラー放送終了時点でのネット局                                                                          |
| 高知県       | テレビ高知（KUTV）                         | 2023年1月4日 2:00 - 2:55（3日深夜）    | TBS系列        | 高知県内では、レギュラー当時非ネット                                                                        |
| 福岡県       | TVQ九州放送                                | 2022年9月30日 1:30 - 2:25（29日深夜）  | テレビ東京系列 | レギュラー放送ネット実績あり                                                                                |
| 大分県       | 大分朝日放送（OAB）                        | 2022年12月26日 2:15 - 3:10（25日深夜） | テレビ朝日系列 | 大分県内では、レギュラー当時非ネット                                                                        |
| 熊本県       | 熊本放送（RKK）                            | 2023年1月8日 0:58 - 1:53（7日深夜）    | TBS系列        | レギュラー放送ネット実績あり                                                                                |
| 京都府       | KBS京都（KBS）                             | 2023年3月25日 19:00 - 19:55            | 独立協         | レギュラー放送ネット実績あり                                                                                |

## 関連商品

### DVD
Ver.1.0からVer.10.0までの発売元はアミューズソフトエンタテインメント。第14弾・第15弾の発売元はエピックレコードジャパン。
- saku saku Ver.1.0（2005年4月28日発売、ASBY-2905）
- saku saku Ver.2.0 ヴィンの復習（2006年3月24日発売、ASBY-3006）
- saku saku Ver.3.0 新たなる望み（2007年3月9日発売、ASBY-3007）
- saku saku Ver.4.0 定刻の逆襲（2008年2月29日発売、ASBY-3988）
- saku saku Ver.5.0 御題の復習（2009年3月6日発売、ASBY-4307）
- saku saku Ver.5.5 SP あかぎあい大復活!（2009年9月25日発売、ASBY-4455）
- saku saku Ver.6.0 ミハラマジックと佐世保の石（2010年2月24日発売、ASBY-4546）
- saku saku Ver.6.5 SP VIVA!神奈川（2010年9月15日発売、ASBY-4705）
- saku saku Ver.7.0 ミハラマジックと東の部屋（2011年3月16日発売、ASBY-4780）
- saku saku Ver.7.5 SP ありがとう!4：3（2011年7月27日発売、ASBY-4869）
- saku saku Ver.8.0 ミハラマジックとトヤマワンの星人（2012年3月9日発売、ASBY-4990）
- saku saku Ver.9.0 オーバーオールが止まらない（2013年3月6日発売、ASBY-5472）2枚組
- saku saku 〜新装開店!ようこそ、レンタルショップへ〜（第14弾、2015年4月1日発売、ESBL-2396）
- saku saku 〜カシカシの証〜（第15弾、2016年3月9日発売、ESBL-2434）
- saku saku 〜真っ白い炎〜（第16弾、2017年3月8日発売、ESBL-2470）

### Blu-ray
- saku saku Ver.10.0 大きな分かれ道（アミューズソフトエンタテインメント、2014年3月5日発売、ASBD-1107）
- saku saku 〜新装開店!ようこそ、レンタルショップへ〜（第14弾、2015年4月1日発売、ESXL-57）
- saku saku 〜カシカシの証〜（第15弾、2016年3月9日発売、ESXL-84）
- saku saku 〜真っ白い炎〜（第16弾、2017年3月8日発売、ESXL-108）

### 書籍
- saku saku オフィシャルブック（太田出版、2008年11月5日初版発行、ISBN 978-4778311537）
- saku saku オフィシャルブック2（太田出版、2011年11月18日初版発行、ISBN 978-4778312848）

### CD等
- 木村カエラ「Level42」（2004年 saku sakuの企画としてインディーズで発売。後に木村カエラのメジャーデビュー曲となる）
- オーノキヨフミ「新宿西口摩天楼」（2005年 カップリング曲に白井ヴィンセントとの共作曲「練馬のうた 第二章」を収録）
- キンモクセイ「金木犀e.p.」（中村優がボーカルとして参加。また、DVDにはsaku sakuの映像を収録）
- 中村優「Questions?」（初回版に「中村優のテーマ」を収録、黒幕がギターとして参加）
- 木村カエラ「BANZAI」（DVDに黒幕とのロケを収録）
- 木村カエラ「HOCUS POCUS」（2009年 DVDに木村のMC復活ウィークの映像を収録）

### キャラクターグッズ
増田ジゴロウ時代からバンプレストが製造・販売を手がけており、現在は白井ヴィンセントのフィギュアやキーホルダー、トレーディングカードゲーム「VINCENTカードコレクション」等を販売している。